# Campionati italiani estivi di nuoto 1913
I XV Campionati italiani di nuoto sono stati disputati in un'unica sede dopo tre anni in cui si erano avute gare in mare, lago e fiume. Le gare si sono svolte dall'11 agosto al 13 agosto 1913 a Castel Gandolfo. Le cronache dell'avvenimento narrano di difetti organizzativi nell'allestimento del campo di gara e nelle misurazioni delle distanze, per cui si considerino i risultati cronometrici come approssimativi.

## Podi
Sino al 1931 venivano usati cronometri precisi al quinto di secondo (0,2 sec.); i tempi sono stati riportati usando i decimi di secondo, ne segue che le cifre dei decimi appaiano sempre pari
s.t. = senza tempo
| Evento                           | Oro                                                                 | Tempo  | Argento             | Tempo  | Bronzo           | Tempo  |
|                                  |                                                                     |        |                     |        |                  |        |
| stadio                           | Mario Massa                                                         | 2'05"0 | Davide Baiardo      | 2'07"0 | Mario Pratolongo | s.t.   |
| miglio                           | Mario Massa                                                         | 28'35" | Davide Baiardo      | 29'23" | Aldo Cigheri     | 29'28" |
| Gara a squadre - Scudo Garibaldi |                                                                     |        |                     |        |                  |        |
| 3x200 m                          | Ardita Juventus Nervi Luigi Bacigalupo Mario Pratolongo Mario Massa | 8'42"0 |                     |        |                  |        |
| Stili artistici                  |                                                                     |        |                     |        |                  |        |
| 100 m sul petto                  | Enrico Mariani                                                      | 1'15"0 | Casimiro Alessandri | s.t.   | Roberto Sassi    | s.t.   |
| 100 m a bracciate                | gara annullata                                                      |        |                     |        |                  |        |